# Darl'mat

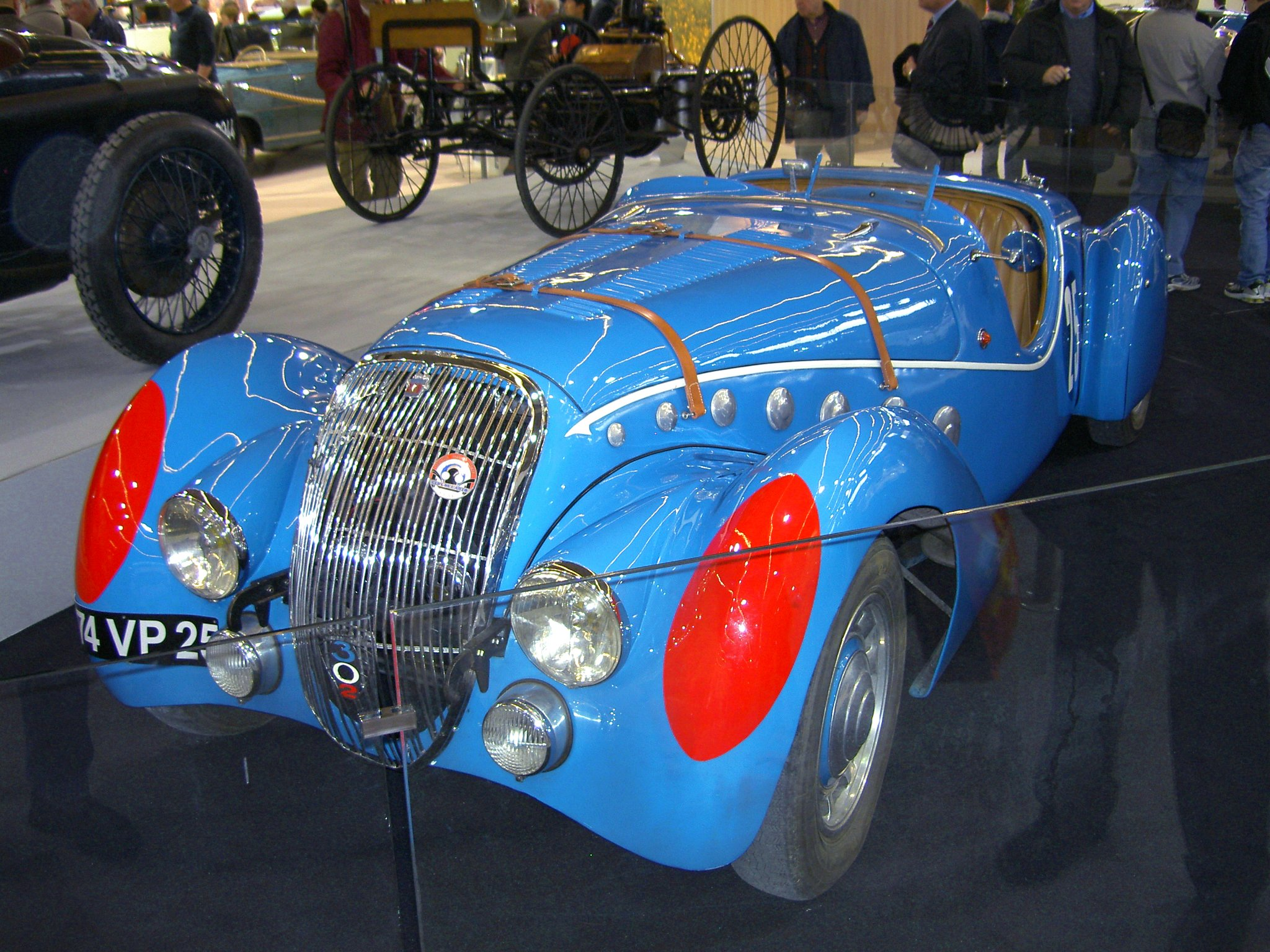
Peugeot 302 Darl'mat de 1937, preparado para la carrera de las 24 Horas de Le Mans

Darl'mat fue una compañía carrocera francesa con sede en la rue de l'Université de París. Fundada en 1923, era propiedad del empresario Émile Darl'mat (1892-1970), propietario de un concesionario Peugeot. En la década de 1930, la empresa comenzó a destacar como un negocio artesanal de fabricación de coches deportivos basados en chasis Peugeot. Su actividad quedó interrumpida por la Segunda Guerra Mundial, pero al menos un prototipo se mantuvo oculto durante todo el conflicto, e inmediatamente después de la guerra, Darl'mat volvió a la construcción de coches Peugeot con carrocería especial, aunque en la Francia empobrecida de la posguerra, el negocio nunca recuperó los volúmenes de producción alcanzados durante la década de 1930.

## Inicios del negocio

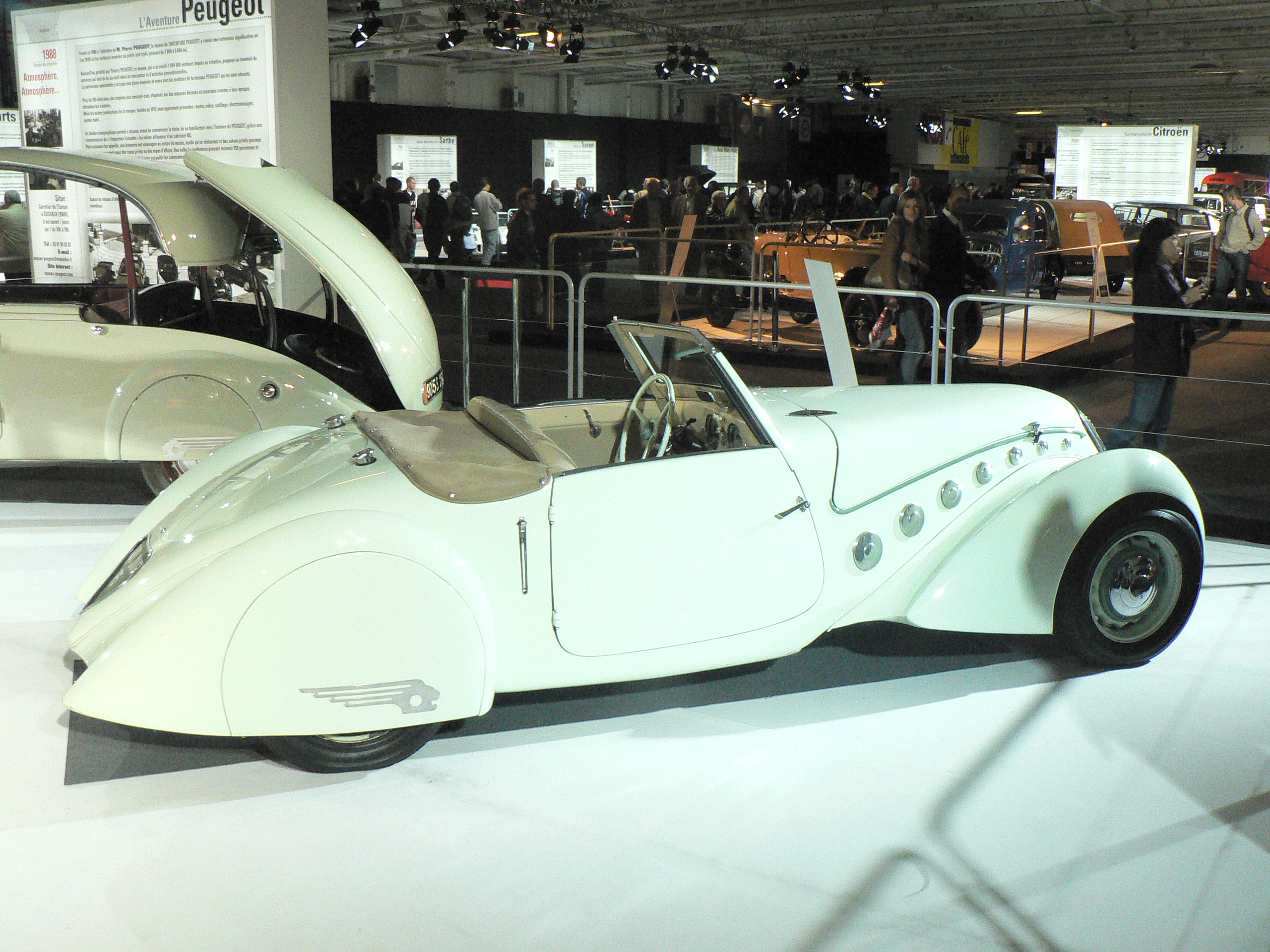
Peugeot 402 "Eclipse", equipado con una capota rígida retráctil (1936)

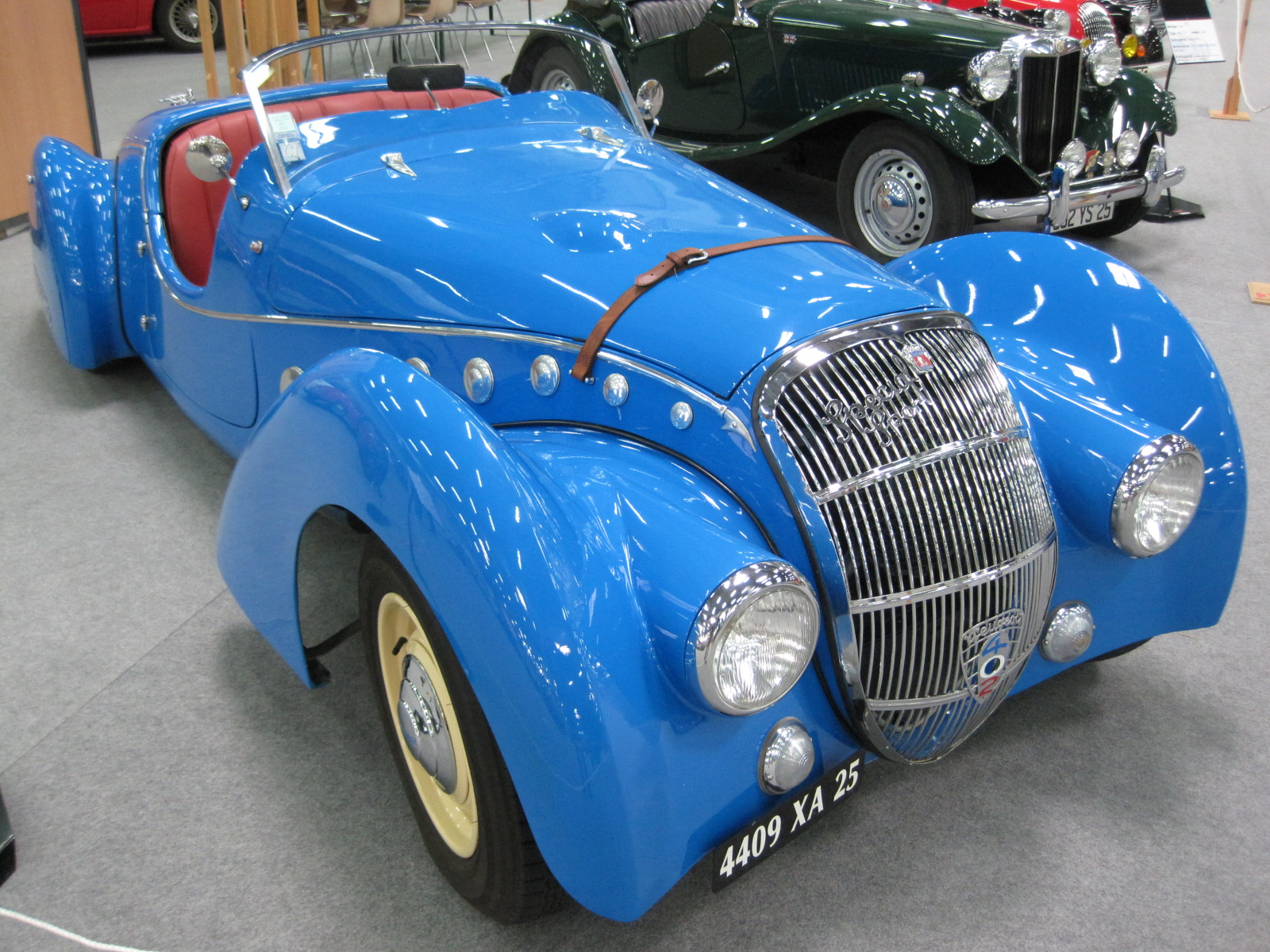
Peugeot 402 Darl'mat de 1937 en el Museo Peugeot

Los primeros coches diseñados por Darl'mat se fabricaron en sus talleres de París, aunque durante la década de 1930 los cupés y cabriolets con carrocería especial basados en Peugeot se integraron cada vez más en la gama de la fábrica matriz. Durante la segunda mitad de la década, a partir de 1936, los cupés y cabriolets basados en Peugeot de Darl'mat pasaron a ser fabricados en la planta de Peugeot en Sochaux.
En 1936 se presentó el Peugeot 402 "Éclipse", un novedoso modelo con capota rígida retráctil ideado por el diseñador Georges Paulin, cuya construcción, encargada por Émile Dalmart a Carrosserie Pourtout, estaba basada en el elegante cupé carrozado por el propio Darl'mat.
El más recordado de los Darl'mat es un automóvil deportivo basado en el Peugeot 302, cuyo motor se tomó del 402. Varios modelos Peugeot-Darl'mat 402 "spécial sport" compitieron en las 24 Horas de Le Mans con éxito en 1937 y 1938. Estos coches se fabricaron en cantidades muy limitadas y se ofrecieron tres modelos: un convertible, un cupé y un descapotable cupé.

## Desarrollos de posguerra
Después de la guerra, la compañía fabricó un pequeño cupé fastback de dos puertas basado en el Peugeot 202. En 1947, con un equipo de pilotos relevándose, este automóvil batió tres récords de velocidad para la clase de menos de 1100 cc en el autódromo de Montlhéry con un consumo de combustible de aproximadamente 10 l/100 km (23,3 mpg). Recorrió 1000 millas (1609 km) a una velocidad promedio de 144,5 km/h (89,8 mph), 2000 millas (3218 km) a una velocidad promedio de 145,0 km/h (90,1 mph), y mantuvo un promedio de 144,5 km/h (89,8 mph) durante 12 horas. Unas semanas más tarde, en octubre, este Darl'Mat 202 se exhibió en público en el Salón del Automóvil de París. A pesar de atraer a la multitud en el salón del automóvil, no está claro hasta qué punto este diseño se convirtió en un automóvil para la venta general.
Se recuerdan mejor los siguientes coches descapotables de dos puertas de Darl'Mat, basados en el Peugeot 203, y se sabe que a principios de 1953 se matricularon más de 150 de estas conversiones del Peugeot 203 realizadas por Darl'mat.
De abril de 1953 data una imagen de un prototipo de cupé estilo ala de gaviota cerrado, evidentemente inspirado en el Mercedes-Benz 300 SL. El último proyecto de la compañía como fabricante de automóviles fue un cupé basado en el Peugeot 403, pero solo se construyeron cinco unidades. Después de esto, el negocio se concentró en la actividad principal en la que su propietario se había embarcado originalmente en 1923, como concesionario de Peugeot en París.